# Aloe galpinii
Aloe galpinii é uma espécie de liliopsida do gênero Aloe, pertencente à família Asphodelaceae.